# 監査役

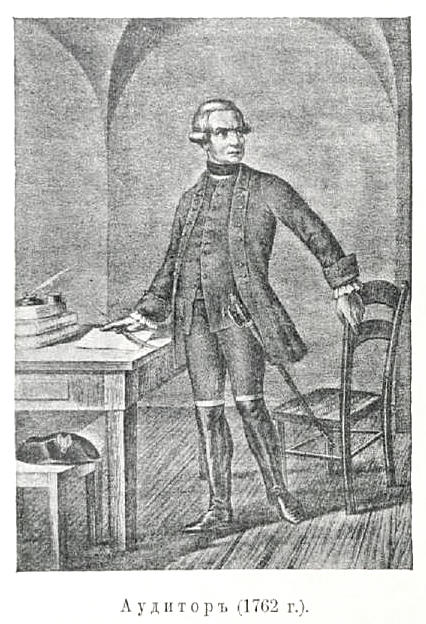
監査役 (1762)

監査役（かんさやく）は、日本の株式会社において、取締役及び会計参与の業務を監査する機関である（会社法第381条1項）。株主総会、取締役（または取締役会）と並ぶ株式会社の機関の一つで、会社経営の業務監査および会計監査によって、違法または著しく不当な職務執行行為がないかどうかを調べ、それがあれば阻止・是正するのが職務である。また、会社と取締役の間での訴訟においては取締役に代わって会社を代表する役目も担う（会社法第386条）。法改正や判決例によってその権限には変遷がある（後述）。日本の監査役は比較法的に見て大変に珍しい制度である。

## 監査役の起源・理論
株式会社の業務監査をどのように行うか（またはどのような立場の人間が担うか）についてはさまざまな制度設計が考えられる。もっとも原始的な監査制度としては、出資者であり会社の所有者である株主自身がそれにあたることが考えられるが、所有と経営の分離という現象を踏まえると、株主に多くを要求することは適切ではない。次に、業務の執行にあたる取締役同士の相互監視（取締役会制度や旧共同代表取締役制度）によることが考えられるが、業務執行の効率性を損なったり仲間意識のため必ずしも有効に機能するとは言いがたい。そこで、第三者的立場から、会社の業務執行を監査する立場の役割を担う機関（監査役）が必要とされることとなる。
株式会社においてどのような機関構造をとるべきか、という問題は、業務執行の監督制度をどのように構築すべきか、という問題と重なり合うものである。世界的な潮流としては、取締役会（およびその委員会）により監督を行う法制（アメリカ等、単層型）、取締役会を監査役会によって監督する法制（ドイツ等、二層型）とがあるとされる。中にはフランスのように、単層型と二層型の2種類の機関構造を選択できる法制も存在する。日本においては、従来は一層型を前提として取締役会が業務執行の監督を担いつつ監査役によって（人事権を伴わない）適法性監査を行うという制度のみであったが、委員会等設置会社制度（当時）の導入によりアメリカ型のより執行と監督を分離した制度をとることも選択可能になった。さらに、会社法ではより柔軟な機関構造を選択できるようにもなり、現行法では非公開会社（かつ大会社でない会社）などでは監査役を設置しないこともできる。

## 日本の監査役
会社法は、以下で条数のみ記載する。
監査役は、その任務を怠ったときは、株式会社に対し、これによって生じた損害を賠償する責任を負う（423条）。また、職務を行うについて悪意又は重大な過失があったときは、これによって第三者に生じた損害を賠償する責任を負う（429条）。
監査役設置会社が取締役に対し、又は取締役が監査役設置会社に対して訴えを提起した場合には、当該訴えについては、監査役が会社を代表する（386条）。
6箇月前から引き続き株式を有する株主は、株式会社に対し、書面その他の方法により、監査役の「責任追及等の訴え」の提起を請求することができる。ただし、当該株主若しくは第三者の不正な利益を図り又は当該株式会社に損害を加えることを目的とする場合は、この限りでない（847条）。

### 制度変遷
監査役は明治23年に制定された商法（いわゆる旧商法）により設置された。以後企業不祥事発覚と連動して、権限や地位に関しての改正や立法が重ねられ、現在に至っている。特に1950年（昭和25年）改正、株式会社の監査等に関する商法の特例に関する法律（商法特例法）制定、会社法制定において監査役制度に大きな変更が加えられてきている。
昭和25年改正以前の監査役は経営監督をその主任務としていたが、昭和25年改正により、経営監督は取締役会による自己監査が原則となり、それを前提に監査役の職務は会計監査が基本となった。ところが、証券取引法（現金融商品取引法）適用会社では、会計監査制度と監査役の監査が重複していたため、昭和49年改正により、再び業務監査権限を付与されるようになった。
なお、昭和25年改正以後の度重なる権限強化・地位強化（独立性の確保）は山陽特殊製鋼や不二サッシによる粉飾決算またはKDDやロッキードによる贈収賄などの企業不祥事に対応してなされている。
旧商法においては、委員会等設置会社以外の株式会社においては監査役を必ず置くことになっている一方、有限会社法（現在廃止）上の有限会社では監査役をおくことは強制されていなかった。しかし、会社法制定にあたり株式会社に旧有限会社を吸収して、機関設計を自由化したために、監査役のあり方が大きく変更されている。
- 旧商法
  - 監査役は取締役の業務監視権及び株主総会招集権からなる経営監督権限と会計監査権限をもつ。
  - 監査役就任の資格は株主に限られる。
- 明治32年商法
  - 会社代表訴権、取締役の自己取引（利益相反取引）の承認権が新たに付与され、権限が強化された。
- 昭和13年改正商法
  - 監査役の資格について、取締役及び支配人の兼任禁止が加えられた。
  - 取締役員に欠員が生じた場合にはその職務を代行する事が規定された。
- 昭和25年改正
業務監査権限は取締役に委譲され、会計監査のみがその権限となった。業務代行権は削除された。
- 昭和49年改正
  - 業務監査権限が再度付与される（小会社を除く）
  - 監査役の地位の強化（解任時の意見陳述権、任期延長など）
- 商法特例法（監査特例法）制定
  - 大会社においては監査役の他に会計監査人（公認会計士または監査法人）による会計監査を義務づけ
  - 小会社においては監査役の権限を会計監査権限に限定（業務監査権限がない）
- 昭和56年改正
  - 地位強化（会計監査人の株主総会による選任、監査費用請求）
  - 複数監査役制度、常任監査役制度の導入（商法特例法上の大会社のみ）
- 平成5年改正
  - 地位強化（任期延長）
  - 3名以上の監査役設置を強制し（監査役会制度の導入）、かつ1名以上は社外監査役（商法特例法上の大会社のみ）
- 平成13年12月改正（施行は平成17年5月1日から）
  - 取締役会への出席義務、意見陳述義務
  - 地位強化（任期延長、辞任時の意見陳述権、選任における監査役会の同意権・提案権）
  - 監査役の半数以上を社外監査役とする（商法特例法上の大会社のみ）
- 平成17年改正・会社法制定（施行は平成18年5月1日から）
  - 会社法成立。商法旧会社編、商法特例法上の規定は廃止。監査役は、原則として会社の定款の定めによって任意に設置される機関となった。監査役を設置する会社のうち、特に会計業務以外の業務活動（購買・生産・物流・販売など）、および組織・制度などに対して監査権限を有する監査役が設置されている会社のことを、監査役設置会社（2条9号）という。

### 監査役の設置
監査役の設置は原則として任意であるため、会社に存在しなくてもよい（326条2項）。ただし、取締役会設置会社（監査等委員会設置会社及び指名委員会等設置会社、公開会社ではない会計参与設置会社を除く）と会計監査人設置会社（監査等委員会設置会社及び指名委員会等設置会社を除く）には設置しなければならない（327条2項3項）。それ以外の会社は、定款の定めによって任意に設置することができる（326条2項）が、監査等委員会設置会社及び指名委員会等設置会社では取締役会内に設置される監査等委員会・監査委員会及び会計監査人による監査を前提としているので、監査役を設置することができない（327条4項）。
設置した場合の人数には原則として制限はないので、1人以上いればよい。しかし、監査役会設置会社には3人以上おくことが必要であり、うち半数以上が社外監査役でなくてはならない（335条3項）。なお、監査等委員会設置会社及び指名委員会等設置会社以外の公開会社である大会社には、監査役会設置義務がある（328条1項）
また、監査役会設置会社においては、常勤監査役を選定しなければならない（390条2項2号、同3項）。常勤監査役とは、他に常勤の仕事がなく、会社の営業時間中原則としてその会社の監査役の職務に専念する者である。常勤監査役は、一般的には二社以上の常勤監査役を兼務することはできない。しかし、親子会社間においては認められる余地がある（なお、常勤性違反は選任無効ではなく、監査役の善管注意義務違反となる）。常勤の社外監査役が許されるかについては、言葉的には違和感があるが、社外監査役の定義は「取締役や使用人等でなかったこと」とされている（下記「資格」の項を参照）ので、結論としては認められる。
なお、監査役が死亡等により欠けた場合に備えて、補欠監査役を予め定めることも可能である（329条2項）。

#### 監査役の選任・解任
監査役は株主総会の普通決議によって選任される（329条1項、341条）。ただし、監査役がある場合には、取締役は、監査役の選任に関する議案を株主総会に提出する場合には、監査役（監査役が2人以上ある場合はその過半数）、監査役会設置会社においては監査役会の同意を得る必要があり（343条1項、同条3項）、取締役に対し監査役の選任を株主総会の目的とすること又は監査役の選任に関する議案を株主総会に提出することを請求することができる。
また、前述の補欠監査役が予め選任されている場合は、監査役が欠けた時に補欠監査役が監査役に就任する。
監査役、又は監査役を辞任した者は、株主総会において、監査役の選任若しくは解任又は辞任について意見を述べることができる（345条1項、4項）。
監査役が退任するのは、原則として前述の任期満了のときである。
期間満了のほかにも、監査役が辞任の意思表示をした場合（330条・民法第651条1項準用）や、委任契約の終了事由である監査役の死亡、破産手続開始決定、後見開始の審判、会社の破産手続開始決定により退任することとなる（330条・民法第653条準用）。
さらに、任期途中であっても、監査役は株主総会の特別決議によって解任される（339条1項、309条2項7号）。

#### 資格および待遇
監査役の資格については、取締役と同様の会社の機関であることから、取締役と同様の制限がある。法人、成年被後見人・被保佐人、会社法等の法令違反を犯した者などは監査役になることはできない（335条1項、331条1項）。また、非公開会社においては、定款で監査役を株主に限定することができる（公開会社では許されない。335条1項、331条2項）。
さらに、監査役の独立性を確保するため、監査役は当該株式会社の取締役や使用人、子会社の取締役・執行役・会計参与（会計参与が法人の場合の社員含む）・使用人を兼任することができない（335条2項）。
このほか、社外監査役については、過去に当該株式会社及び子会社の取締役・執行役・会計参与（会計参与が法人の場合の社員含む）・使用人でないことが必要である（2条16号）。
監査役の任期は、原則として4年（正確には、選任後4年以内に終了する事業年度のうち最終のものに関する定時株主総会の終結の時まで）である（336条1項）。ただし、非公開会社である株式会社については、定款で10年まで伸長することができる（336条2項）。また、補欠監査役については、定款により前任者の任期までとすることができる（336条3項）。さらに、定款変更により、監査役を置かないこととする場合、監査等委員会設置会社又は指名委員会等設置会社への変更を行う場合、監査範囲を会計監査のみから業務監査を含むものに広げる場合、公開会社に変更する場合にも、任期は満了する（336条4項）。
報酬は、定款にその額を定めていないときは、株主総会の決議によって定める（387条）。費用等の請求（388条）。

### 職務と権限
監査役は取締役の職務執行を監査するが、何を、どのような手段で監査するのであろうか。以降、断りのない限り一般的な株式会社の監査役についてみていく。
監査役は会社の会計監査を含む業務監査を行う（381条1項）。しかし、争いはあるがその権限は適法性監査にとどまり、妥当性監査には及ばないと考えられている。つまり、取締役の職務執行行為が違法であったり、また著しく不当である場合には取締役の善管注意義務違反（330条、民法644条）として法令違反となる可能性があることから監査の対象となるが、その行為が妥当かどうかは取締役の裁量の問題（経営判断）であって、経営者ではない監査役は介入すべきではないというのである。
子会社に対しても、その職務を行うため必要があるときは、監査役設置会社の事業の報告を求め、又は業務及び財産の状況の調査をすることができるが、子会社は、正当な理由があるときは、同項の報告又は調査を拒むことができる(381条3項・4項)。
公開会社でない会社（非公開会社）であって、さらに監査役会・会計監査人を設置していない会社においては、定款で定めることによって監査役の権限を会計監査に限定することもできる（389条1項
）。そして、監査役の権限を会計監査に限定している会社は監査役設置会社の定義に当たらない。したがってこの場合は、381条から386条までの規定が適用されない（389条7項）。
なお、会社法の施行に伴う関係法律の整備等に関する法律53条により2006年4月30日以前に設立された株式会社で公開会社には当たらない旧商法特例法による小会社に該当する株式会社には、特に定款の定めがなくても監査役の権限について会計監査に限定する旨の定款の定めがあるものとみなされる。
- 会計調査権限
  - 会計監査人設置会社・会計参与設置会社については、会計監査について会計監査人（公認会計士・監査法人）や会計参与（公認会計士・監査法人・税理士・税理士法人）が関与する。
  - 会計監査人設置会社において、株主総会における会計監査人の選任及び解任並びに会計監査人を再任しないことに関する議案の内容の決定は監査役（監査役が2人以上ある場合は監査役の過半数をもって、監査役会設置会社は監査役会）が決定する。
  - 取締役が会計監査人等の報酬等を決定する際の同意権（監査役が2人以上ある場合は監査役の過半数をもって、監査役会設置会社は監査役会に同意権）を有する。
  - 会計監査人に職務上の義務違反等があることを理由に監査役全員の同意により、監査役（監査役会設置会社は監査役会）は株主総会決議を経ることなく会計監査人を解任することができる。
- 各種調査権
  - 事業報告請求権・業務調査権
    - 監査役の側から積極的に動く事もでき、報告請求権や調査権を駆使した監査（381条2項、旧商法274条2項）がそれである。つまり、監査役は必要に応じて取締役や支配人などに対して会社の事業の報告を求め、または会社の業務及び財産の状況を調査する事ができる。

  - 子会社の調査権
    - 調査の権限は子会社に対しても及ぶ（381条3項、旧商法274条の3）。
- 取締役会への出席義務、招集権
  - 監査役は取締役の違法行為などを事前に防止しなけらばならない。そのため監査役は取締役会に出席し、必要に応じて意見を陳述しなければならない。ただし、監査役が2人以上ある場合において、特別取締役による議決の定めがあるときは、監査役の互選によって、監査役の中から特に取締役会に出席する監査役を定めることができる（383条1項、旧商法260の3第1項）。これにより違法または著しく不当な取締役会決議がなされる事を防ぐのである。
  - また、取締役による法令または定款違反行為のおそれがある場合にも取締役会へ報告する義務を負っており、そのための取締役会招集をする事ができる（383条2項～4項、旧商法260条の3第2項～第4項）。
  - それと同時に、取締役も会社に著しい損害を及ぼすおそれのある事実を発見した場合には監査役に報告しなければならない（357条1項、旧商法274条の2）。このように取締役と監査役はともに監査機関として協調する体制が整備されている。
- 株主総会への意見報告
  - 株主総会へ提出する議案について法令もしくは定款違反の事項または著しく不当な事項があることを発見した場合には調査の結果を株主総会へ報告する義務があり（384条、旧商法275条）、株主総会の招集通知に添付される監査報告書に不正行為などの事実を記載しなければならない。
- 違法行為の差止め請求権
  - 違法行為等を阻止するため監査役のとるべき手段がある。まず、違法行為等の差し止めを請求できる（385条、旧商法275条の2）。これは義務でもある。
- 提訴権
  - 裁判所の力を借りて違法行為等を阻止・是正する。
- 監査役設置会社における取締役と会社が利益相反する場合における会社代表権等
  - 監査役設置会社が取締役（取締役であった者を含む。）に対し訴訟を提起する場合または取締役が監査役設置会社に訴えを提起する場合は監査役が会社を代表する。
  - 株主から取締役に対する責任追及の訴えの提起請求があった場合監査役が会社を代表する。
  - 株主代表訴訟を提起された場合において、会社が取締役、清算人またはこれらの職にあった者のために参加する場合は、監査役全員の同意が必要である。
- 取締役の責任免除議案等提出同意権
  - 取締役の軽過失による任務懈怠により生じた損害賠償請求権を会社が法令の範囲内で一部免除する議案を株主総会に提案する場合には監査役全員の同意が必要である。
  - 定款の定めにより取締役の軽過失により生じた任務懈怠責任による損害賠償請求権を法令の範囲内で取締役（責任を負う取締役を除く。）の過半数の同意または取締役会設置会社にあっては取締役会決議で一部免除することができる定款変更議案を株主総会に提出する場合、定款の規定に従って取締役の責任を一部免除するため取締役の過半数の同意を得る場合または取締役会設置会社にあっては一部免除議案を取締役会に提出するには監査役全員の同意が必要である。
  - 非業務執行取締役を対象として軽過失により生じた任務懈怠責任による損害賠償請求権を法令の範囲内で責任を限定する契約を締結することができる旨の定款を設ける議案を株主総会に提出する場合には監査役全員の同意が必要である。

## ドイツの監査役
ドイツ帝国時代に独占資本の人的結合要素として機能した。コンプライアンスは主眼とならなかった。
ドイツの株式会社 (AG)には、監査役会 (Aufsichtsrat)の設置が義務付けられている。監査役会の構成員（独: Mitglied des Aufsichtsrats）、すなわち監査役会構成員（独: Aufsichtsratsmitglied）は、監査役（独: Aufsichtsrat; 監査役会と同語）と呼ばれる。
ドイツの監査役会の役割は、業務執行の監査、執行役会 (Vorstand)に対する一般的業務についての助言、執行役会構成員 (Vorstandsmitglied)の選任・解任等であり、日本の株式会社の監査役会とは大きく異なる。
また、ドイツの会社には従業員の代表を監査役に含める制度があり、500人超の従業員を有する株式会社 (AG) では株主総会で選任される監査役とは別に、従業員代表の監査役が選任される。
ドイツの株式合資会社 (KGaA) でも、株式会社 (AG) と同様の監査役会を設置が義務付けられている。
ドイツの有限会社 (GmbH)（有限責任事業者会社（UG (haftungsbeschränkt) を含む））では、監査役会は必置の機関ではないが定款の定めにより設置することができる。ただし、500人超の従業員を有する有限会社 (GmbH) では、株式会社 (AG) と同様に従業員代表を監査役に含める制度が適用されるので、監査役会を設置しなければならない。

### 設置
ドイツの株式法第95条に従い、監査役の員数は3名以上（3の整数倍）で、基礎資本金の額により、最大限21名までである。監査役は株主総会で選任される。
ただし、一般に従業員数が500人を超える会社では、監査役の3分の1は従業員の直接選挙によって選任される。
さらに、一般に従業員数が2,000人を超える会社では、1976年5月4日産業共同決定法 (Mitbestimmungsgesetz)（以下「共同決定法」という）が適用されるので、下記の構成になる。
- 一般に従業員数が10,000人以下の会社の場合は、監査役の員数は12名である。その内訳は、株主の代表6名及び従業員の代表6名（そのうち4名は会社の従業員とし、2名は労働組合の代表）である。ただし、定款で員数を16名又は20名（株主の代表と従業員の代表を同数とする）と規定することができる。
- 一般に従業員数が10,000人超20,000人以下の会社の場合は、監査役の員数は16名である。その内訳は、株主の代表8名及び従業員の代表8名（そのうち6名は会社の従業員とし、2名は労働組合の代表）である。ただし、定款で員数を20名と規定することができる。
- 一般に従業員数が20,000人を超える会社の場合は、監査役の員数は20名である。その内訳は、株主の代表10名及び従業員の代表10名（そのうち7名は会社の従業員とし、3名は労働組合の代表）である。

株主代表であると従業員代表であるとを問わず、個々の監査役については、かかる正規の監査役とともに補欠を選任することができる。かかる補欠は、正規の監査役が任期満了前に退任した場合に監査役になる。

### 待遇
監査役の任期は、当該監査役の就任後4会計年度中の同監査役の免責につき決議する株主総会をもって終了する期間、すなわち約5年を超えることはできない。
監査役の報酬は、定款又は株主総会決議により決定されなければならない。

## フランスの会計監査役
フランスの会社の会計監査役（コミッセール・オ・コント、仏: Commissaire aux comptes (CAC)）は、フランスの株式会社 (SA) や株式合資会社 (SCA) では必置の機関である。有限会社 (SARL) では原則として設置は任意であるが、一定の資本金を超える会社は設置する必要がある。
後述の監査役会構成員 (Membre du Conseil de surveillance)とは別の役員である。
1966年のフランス商法改正以前の法文上の名称は監査役（コミッセール、仏: Commissaire）であったが、出資検査役（仏: Commissaire aux apports）と区別するため、実務上の名称に合わせて現在の名称に改められた。
会計監査役 (CAC) は日本の会社の監査役と会計監査人の両方を合わせたような役員である、その法文上の名称とは裏腹にその権限は会計監査のみならず業務監査を含む。
株式会社 (SA) の会計監査役 (CAC) は取締役会 (CA) や監査役会 (Conseil de surveillance)に出席する。
会計監査役 (CAC) は、株主総会で選任・解任する。
会計監査役 (CAC) には、専門会計士（仏: Expert comptable）の資格が必要とされる。
会計監査役 (CAC) の職務を補佐するため、会社が会計監査役補佐 (Commissaire aux comptes adjoint)を置くこともある。

## フランスの監査役会構成員
フランスの会社の監査役会構成員（仏: Membre du Conseil de surveillance）は、監査役会 (Conseil de surveillance)の構成員である。
ドイツの監査役と同様の役員であり、日本の株式会社の監査役とは大きく異なる。
なお、会計監査役 (Commissaire aux comptes)は取締役会 (CA) や監査役会に出席するが監査役会構成員とは別の役員である。
フランスの株式合資会社 (SCA) では、監査役会 (Conseil de surveillance)は5名以上で構成される。
フランスの株式会社 (SA) では、監査役会 (Conseil de surveillance) は3名以上18名以内（吸収ないし新設合併の場合は合併から3年以内は24名以内）の監査役会構成員 (Membre du Conseil de surveillance) から構成される。
フランスの監査役会構成員 (Membre du Conseil de surveillance) は、株主総会により選任・解任される。非上場会社では定款で選任することもできる。
定款の定めにより株主総会で選任される役員とは別に、従業員が直接選挙により選任する監査役会構成員を含めることができるが、その員数は三分の一を超えず最大5名までである。
フランスの株式会社 (SA) の監査役会構成員 (Membre du Conseil de surveillance) の、任期は最長6年（非上場会社の場合、定款において選任された場合は3年）である。
フランスの株式合資会社 (SCA) では、監査役会構成員は株主 (Commanditaires) であることを要する。
フランスの株式会社 (SA) では、監査役会構成員には法人もなることができるが、法人が監査役会構成員である場合は、その法人は自然人をその常任代表者として定めなければならない。
各監査役会構成員は定款に定めがある場合に限り、会社の株式を一定数保有しなければならない。

## 中華民国の監査役
中華民国（台湾）の会社法（公司法）に基づいて設立される会社（公司）のうち、株式会社（股份有限公司）には監査役（監察人）を設置する。なお、合名会社（無限公司）、合資会社（兩合公司）、有限会社（有限公司）では、監査役（監察人）を設置せず、業務を執行しない社員（股東）が、随時業務を執行する社員（股東）に会社の営業状況の報告を求め、財産目録、会計帳簿、計算書類等を閲覧することができる。
中華民国（台湾）の株式会社（股份有限公司）の監察人は、監査役に相当する。なお、中華民国政府による外国人の参考のための英訳では、株式会社（股份有限公司）の監察人を supervisor と表記している。
株式会社（股份有限公司）の監査役（監察人）については、主に会社法（公司法）の第216条ないし第227条で規定している。

### 設置
会社（公司）の監査役（監察人）は、株主総会（股東會）で選任する。
中華民国政府または法人が株主（股東）の時は、監査役（監察人）に選任することができるが、代表して職務を行う自然人を指定しなければならない。また、中華民国政府または法人が株主（股東）の時は、その代表者も監査役（監察人）に選任することができる。また、代表者が2人以上ある時には、それぞれを選任することができる。
公開会社は監査役（監察人）を2人以上置かなければならない。すべての監査役（監察人）の合計持ち株比率は、証券管理機関の規定に従う。
会社と監査役（監察人）の関係は、中華民国の民法における委任の規定に従う。

### 資格および待遇
会社（公司）の監査役（監察人）は、行為能力を有する者から選任する。監査役（監察人）のうち少なくとも1人は中華民国に住所を有しなければならない。
監査役（監察人）は会社の取締役（董事）、執行役員（經理人）その他の使用人（職員）を兼任することができない。
監査役（監察人）の任期は3年を超えない。ただし、連続して再任することができる。

### 職務と権限
監査役（監察人）は会社（公司）の業務の執行を監督する。監査役（監察人）は随時会社の業務および財務状況を調査し、監査役（監察人）は計算書類を監査し、取締役会（董事會）または執行役員（經理人）に提出や報告を請求することができる。
監査役（監察人）は監査の事務について、会社を代表して弁護士（律師）や会計士（會計師）に監査を委託することができる。
監査役（監察人）は、取締役会（董事會）に出席して意見を述べることができる。
監査役（監察人）は、取締役会（董事會）が株主総会（股東會）に提出しようとする議案、書類その他を調査し、調査の結果を株主総会股東會）に報告しなければならない。監察人（監察人）この調査を、会計士（會計師）に委託することができる。
各監査役（監察人）は単独で監査権（監察權）を行使することができる。

## 関連文献
- 鳥羽至英『財務諸表監査 理論と制度 基礎篇』国元書房 (2009/04) ISBN 4765805506
- 鳥羽至英『財務諸表監査 理論と制度 発展篇』国元書房 (2009/04) ISBN 4765805514
- 國吉信男松永望増田鈴夫栁澤文夫『監査役実務入門　ゼロから始める監査役監査』国元書房 (2012/11) ISBN 9784765805582